# Gran Premi del Canadà del 2023
El Gran Premi del Canadà de Fórmula 1, vuitena cursa de la temporada 2023, fou disputat al Circuit Gilles Villeneuve, a Mont-real entre els dies 16 a 18 de juny del 2023.

## Qualificació
La qualificació fou realitzat el dia 17 de juny.
| Pos.                 | Nº | Pilot            | Equip/Motor           | Part 1   | Part 2   | Part 3   | Graella |
| -------------------- | -- | ---------------- | --------------------- | -------- | -------- | -------- | ------- |
| 9                    | 1  | Max Verstappen   | Red Bull-RBPT         | 1:20.851 | 1:19.092 | 1:25.858 | 1       |
| 12                   | 27 | Nico Hülkenberg  | Haas-Ferrari          | 1:22.730 | 1:20.305 | 1:27.102 | 51      |
| 2                    | 14 | Fernando Alonso  | Aston Martin-Mercedes | 1:21.481 | 1:19.776 | 1:27.286 | 2       |
| 13                   | 44 | Lewis Hamilton   | Mercedes              | 1:21.554 | 1:20.426 | 1:27.627 | 3       |
| 6                    | 63 | George Russell   | Mercedes              | 1:21.798 | 1:20.098 | 1:27.893 | 4       |
| 8                    | 31 | Esteban Ocon     | Alpine-Renault        | 1:22.114 | 1:20.406 | 1:27.945 | 6       |
| 16                   | 4  | Lando Norris     | McLaren-Mercedes      | 1:21.998 | 1:19.347 | 1:28.046 | 7       |
| 3                    | 55 | Carlos Sainz Jr. | Ferrari               | 1:22.248 | 1:19.856 | 1:29.294 | 112     |
| 19                   | 81 | Oscar Piastri    | McLaren-Mercedes      | 1:22.190 | 1:19.659 | 1:31.349 | 8       |
| 11                   | 23 | Alexander Albon  | Williams-Mercedes     | 1:21.938 | 1:18.725 | S/Temps  | 9       |
| 7                    | 16 | Charles Leclerc  | Ferrari               | 1:21.843 | 1:20.615 |          | 10      |
| 1                    | 11 | Sergio Pérez     | Red Bull-RBPT         | 1:22.151 | 1:20.959 |          | 12      |
| 18                   | 18 | Lance Stroll     | Aston Martin-Mercedes | 1:22.677 | 1:21.484 |          | 162     |
| 4                    | 20 | Kevin Magnussen  | Haas-Ferrari          | 1:22.351 | 1:21.678 |          | 13      |
| 10                   | 77 | Valtteri Bottas  | Alfa Romeo-Ferrari    | 1:22.332 | 1:21.821 |          | 14      |
| 17                   | 22 | Yuki Tsunoda     | AlphaTauri-RBPT       | 1:22.746 |          |          | 192     |
| 5                    | 10 | Pierre Gasly     | Alpine-Renault        | 1:22.886 |          |          | 15      |
| 15                   | 21 | Nyck de Vries    | AlphaTauri-RBPT       | 1:23.137 |          |          | 17      |
| 20                   | 2  | Logan Sargeant   | Williams-Mercedes     | 1:23.337 |          |          | 18      |
| 14                   | 24 | Guanyu Zhou      | Alfa Romeo-Ferrari    | 1:23.342 |          |          | 20      |
| 107% Temps:1:26.5103 |    |                  |                       |          |          |          |         |
| Font:                |    |                  |                       |          |          |          |         |

Notes
- ^1 – Nico Hülkenberg va ser penalitzat amb tres posicions a la graella per establir el seu millor temps sota condició de bandera vermella.
- ^2 – Carlos Sainz Jr., Yuki Tsunoda i Lance Stroll van ser penalitzats amb tres posicions a la graella de sortida per dificultar Pierre Gasly, Nico Hülkenberg i Esteban Ocon respectivament.
- ^3 – A causa de la pluja, la Regla del 107% no s'aplica.

## Resultats de la cursa
La cursa fou realitzat el dia 18 de juny.
| Pos.                                                                    | Nº | Pilot            | Equip/Motor           | Voltes | Temps/Retirada | Graella | Punts |
| ----------------------------------------------------------------------- | -- | ---------------- | --------------------- | ------ | -------------- | ------- | ----- |
| 1                                                                       | 1  | Max Verstappen   | Red Bull-RBPT         | 70     | 1:33:58.348    | 1       | 25    |
| 2                                                                       | 14 | Fernando Alonso  | Aston Martin-Mercedes | 70     | +9.570         | 2       | 18    |
| 3                                                                       | 44 | Lewis Hamilton   | Mercedes              | 70     | +14.168        | 3       | 15    |
| 4                                                                       | 16 | Charles Leclerc  | Ferrari               | 70     | +18.648        | 10      | 12    |
| 5                                                                       | 55 | Carlos Sainz Jr. | Ferrari               | 70     | +21.540        | 11      | 10    |
| 6                                                                       | 11 | Sergio Pérez     | Red Bull-RBPT         | 70     | +51.028        | 12      | 91    |
| 7                                                                       | 23 | Alexander Albon  | Williams-Mercedes     | 70     | +1:00.813      | 9       | 6     |
| 8                                                                       | 31 | Esteban Ocon     | Alpine-Renault        | 70     | +1:01.692      | 6       | 4     |
| 9                                                                       | 18 | Lance Stroll     | Aston Martin-Mercedes | 70     | +1:04.402      | 16      | 2     |
| 10                                                                      | 77 | Valtteri Bottas  | Alfa Romeo-Ferrari    | 70     | +1:04.432      | 14      | 1     |
| 11                                                                      | 81 | Oscar Piastri    | McLaren-Mercedes      | 70     | +1:05.101      | 8       |       |
| 12                                                                      | 10 | Pierre Gasly     | Alpine-Renault        | 70     | +1:05.249      | 15      |       |
| 13                                                                      | 4  | Lando Norris     | McLaren-Mercedes      | 70     | +1:08.3632     | 7       |       |
| 14                                                                      | 22 | Yuki Tsunoda     | AlphaTauri-RBPT       | 70     | +1:13.423      | 19      |       |
| 15                                                                      | 27 | Nico Hülkenberg  | Haas-Ferrari          | 69     | +1 volta       | 5       |       |
| 16                                                                      | 24 | Guanyu Zhou      | Alfa Romeo-Ferrari    | 69     | +1 volta       | 20      |       |
| 17                                                                      | 20 | Kevin Magnussen  | Haas-Ferrari          | 69     | +1 volta       | 13      |       |
| 18                                                                      | 21 | Nyck de Vries    | AlphaTauri-RBPT       | 69     | +1 volta       | 17      |       |
| Ret                                                                     | 63 | George Russell   | Mercedes              | 55     | Fre            | 4       |       |
| Ret                                                                     | 2  | Logan Sargeant   | Williams-Mercedes     | 8      | Motor          | 18      |       |
| Volta ràpida: — Sergio Pérez (Red Bull-RBPT) – 1:14.481 (a la volta 70) |    |                  |                       |        |                |         |       |
| Font:                                                                   |    |                  |                       |        |                |         |       |

Notes
- ^1  – Inclòs 1 punt extra per la volta ràpida.
- ^2  – Lando Norris va finalitzar 9è, però va ser penalitzat en 5 segons per conducta antiesportiva.
- Amb la victòria en aquest gran premi, Max Verstappen arriba a 41 victòries, dibuixant amb el brasiler i el campió mundial tres vegades Ayrton Senna.
- L’equip austríac Red Bull Racing aconsegueix la seva centena victòria, sent el cinquè equip a assolir aquesta marca de victòries.

## Classificació després de la cursa
| Pos. | Pilot            | Punts | Canvis |
| ---- | ---------------- | ----- | ------ |
| 1    | Max Verstappen   | 195   | =      |
| 2    | Sergio Pérez     | 126   | =      |
| 3    | Fernando Alonso  | 117   | =      |
| 4    | Lewis Hamilton   | 102   | =      |
| 5    | Carlos Sainz Jr. | 68    | 1      |

| Pos. | Constructor           | Punts | Canvis |
| ---- | --------------------- | ----- | ------ |
| 1    | Red Bull-RBPT         | 321   | =      |
| 2    | Mercedes              | 167   | =      |
| 3    | Aston Martin-Mercedes | 154   | =      |
| 4    | Ferrari               | 122   | =      |
| 5    | Alpine-Renault        | 44    | =      |